# كيت فرينش
كيت فرينش (بالإنجليزية: Kate French)‏ هي عارضة وممثلة أمريكية، ولدت في 23 سبتمبر 1984 في الولايات المتحدة.

## أعمال

### أفلام
- (2006) مقبول[4]
- (2009) فايرد أب

### مسلسلات
- فتاة النميمة

## وصلات خارجية
- كيت فرينش على موقع IMDb (الإنجليزية)
- كيت فرينش على موقع ألو سيني (الفرنسية)
- كيت فرينش على موقع أول موفي (الإنجليزية)
- كيت فرينش على موقع قاعدة بيانات الفيلم (الإنجليزية)
- كيت فرينش على موقع كينوبويسك (الروسية)